# Microbryum rufochaete
Microbryum rufochaete är en bladmossart som beskrevs av Richard Henry Zander 1993. Microbryum rufochaete ingår i släktet pottmossor, och familjen Pottiaceae. Inga underarter finns listade i Catalogue of Life.